# Боев, Юрий Алексеевич
Юрий Алексеевич Боев (29 апреля 1928, Дербент — 14 июля 2002, Киев) — украинский историк, специалист в области новой и новейшей истории Балкан, стран Ближнего Востока, Турции, Франции. Профессор. Доктор исторических наук. Заслуженный деятель науки и техники Украины.

## Биография
Юрий Боев родился в 1928 году.
Окончил в 1949 году Киевский университет, факультет международных отношений.
С 1949 по 1954 годы учился в аспирантуре Киевского педагогического института, с 1954 года — в аспирантуре Института Истории АН УССР. В 1955 году защитил кандидатскую диссертацию по теме «Империалистическая политика Франции на Балканах накануне балканских войн 1912—1913 годов».
С 1953 года работал заведующим пропаганды газеты «Сталинское племя».
С 1955 по 1956 годы — секретарь Совета научно-технической пропаганды АН УССР.
С 1956 по 1967 годы — старший научный сотрудник отдела новой и новейшей истории Института истории АН УССР.
С 1967 по 1968 — старший преподаватель кафедры истории КПСС Киевского инженерно-строительного института.
С 1969 по 1979 годы — профессор кафедры международного коммунистического рабочего движения и национально-освободительного движения Высшей партийной школы при ЦК КПУ.
С 1979 по 1982 годы — профессор кафедры политэкономии Киевского медицинского института.
С 1982 по 1989 годы — заведующий кафедры всемирной истории Киевского педагогического института.
С 1989 по 1993 годы — профессор кафедры истории и внешней политики стран Азии, Африки и Латинской Америки Киевского университета.
С 1993 по 2002 годы — профессор кафедры Международного Соломонового университета.

## Научная деятельность
Автор более 120 научных работ, в том числе:
- Історія моралі. — К., 1992.
- Мілітаризм та екологія. — К., 1989.
- Критика буржуазних концепцій політики держав на Близькому Сході. — К., 1979.
- СРСР — Франція. — К., 1979.
- Актуальні проблеми світового революційного процесу. — К., 1978.
- Атакуючий клас. — К., 1977.
- Історичне значення Паризької Комуни. — К., 1971.
- Паризька комуна та сучасність. — К., 1971.
- Близький Схід в зовнішній політиці Франції 1898—1914 рр. Нариси історії дипломатичної боротьби Франції за Близькій Схід. — К., 1964.
- Традиційні зв’язки народів СРСР та Франції. — К., 1960 (в соавторстве).
- Політика Франції на Балканах напередодні першої світової війни. — К., 1958

Автор нескольких статей в Украинской советской энциклопедии.
Основные научные статьи:
- Молодотурецька революція та політика держав. — УІЖ, 1958, № 8
- Ж. Жорес — солдат миру. — Всесвіт, 1984, № 12